# Бочкович Кирило Васильович
Кири́ло Васи́льович Бочко́вич (нар. 1918 — 24 серпня 1944) — радянський військовик часів Другої світової війни, заступник командира відділення взводу ППО 384-го окремого батальйону морської піхоти (Очаківська військово-морська база Чорноморського флоту), Старшина II статті. Учасник миколаївського десанту під командуванням К. Ольшанського. Герой Радянського Союзу (1945).

## Життєпис

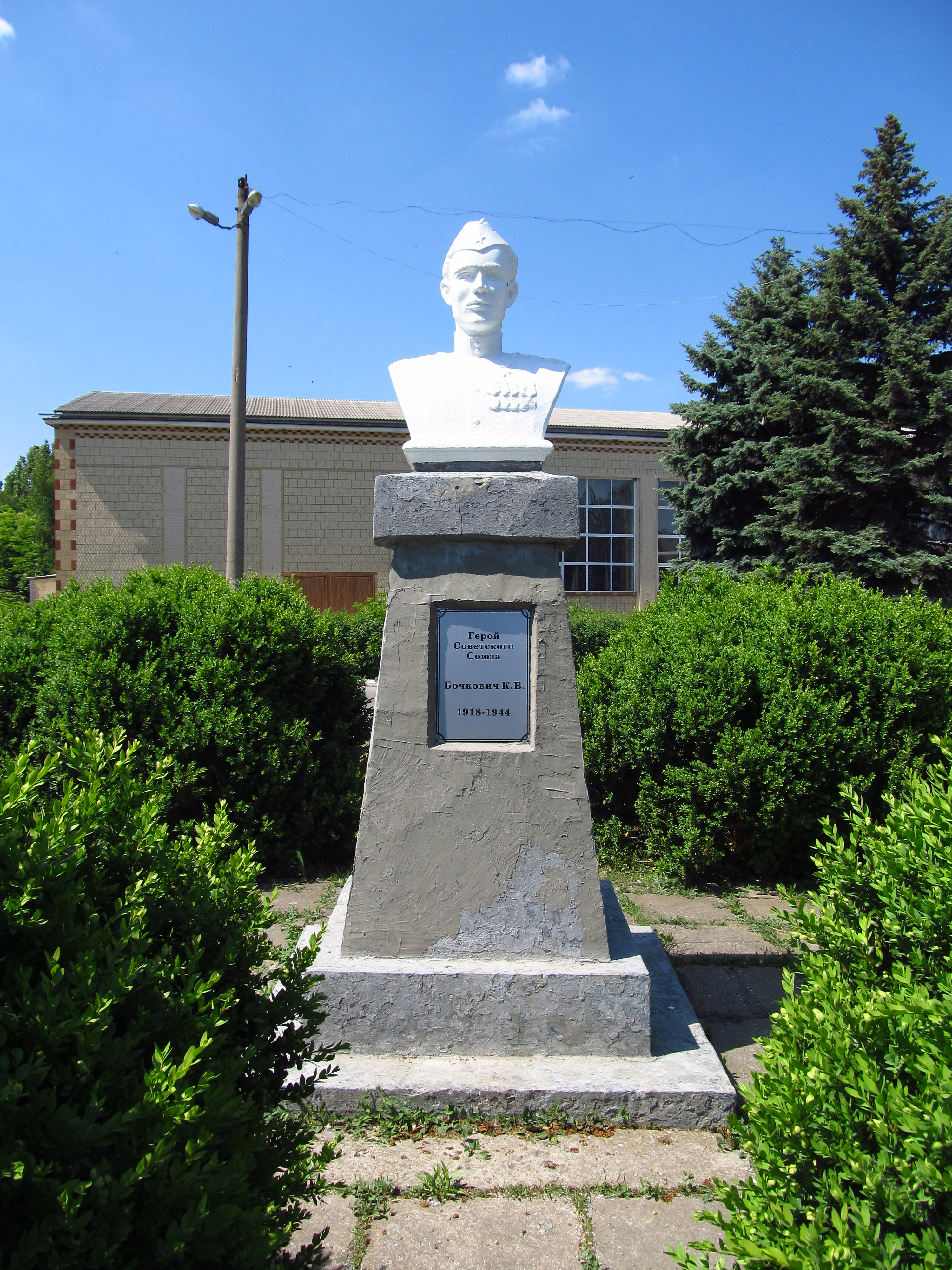
Пам'ятник Бочковичу у м. Подільськ

Народився у 1918 році в містечку Саврань Балтського повіту Подільської губернії (нині — селище міського типу, Одеська область) в селянській родині. Українець. Здобув неповну середню освіту в Саврані. Продовжував навчання в м. Котовськ.
До лав РСВМФ призваний у 1939 році. Закінчив електромеханічну школу навчального загону Чорноморського флоту. Проходив військову службу машиністом-турбіністом на кораблях Чорноморського флоту: крейсері «Ворошилов», есмінцях «Бодрий» і «Фрунзе». З травня 1943 року — заступник командира відділення взводу ППО 384-го окремого батальйону морської піхоти. У складі батальйону восени того ж року брав участь в десантних операціях по визволенню міст Таганрога, Маріуполя, Осипенко (нині Бердянськ). Був поранений. Член ВКП(б) з 1944 року.
Особливо відзначився при визволенні Миколаєва. В ніч з 25 на 26 березня 1944 року в складі десантного загону під командуванням старшого лейтенанта Костянтина Ольшанського на рибальських човнах переправився через Бузький лиман і висадився в Миколаївському порту з метою порушити бойове управління супротивника, перерізати комунікації і завдати удару по ворожій обороні з тилу, тим самим сприяючи наступу Червоної армії. Зайнявши оборону в районі портового елеватора, протягом двох діб десантники вели нерівний бій з переважаючими силами супротивника, відбивши 18 атак і знищивши понад 700 німецьких солдатів і офіцерів.
Загинув у бою 24 серпня 1944 року. Похований в центрі села Приморське Ізмаїльського району Одеської області.

## Нагороди
Указом Президії Верховної Ради СРСР від 20 квітня 1945 року за зразкове виконання бойових завдань командування на фронті боротьби з німецько-фашистськими загарбниками та виявлені при цьому відвагу і героїзм, старшині ІІ статті Бочковичу Кирилу Васильовичу присвоєне звання Героя Радянського Союзу (посмертно).
Також був нагороджений орденом Червоного Прапора і медалями.